# 村田町 (千葉市)
村田町（むらたちょう）は、千葉県千葉市中央区の地名。郵便番号は260-0825。

## 概要
北は浜野町、東は市原市古市場、南は市原市八幡北町と接する。

## 世帯数と人口
2017年（平成29年）9月30日時点の世帯数と人口は以下の通りである。
| 町丁   | 世帯数    | 人口    |
| ------ | --------- | ------- |
| 村田町 | 2,676世帯 | 5,617人 |

## 小・中学校の学区
全域が千葉市立生浜西小学校および千葉市立生浜中学校の学区に指定されている。

## 交通

### 鉄道
- JR東日本内房線浜野駅

### バス
- 小湊鉄道塩田営業所

八幡宿駅西口 - 浜野 - 蘇我駅西口 - 千葉駅 - 千葉中央駅

### 道路
- 国道16号
- 国道357号
- 千葉県道24号千葉鴨川線

## 施設
- 浜野駅(南半分)
- 国際医療福祉専門学校
- ニトリ千葉市原店